# Planococcus aphelus
Planococcus aphelus är en insektsart som beskrevs av De Lotto 1967. Planococcus aphelus ingår i släktet Planococcus och familjen ullsköldlöss. Inga underarter finns listade i Catalogue of Life.